# Bechem

Bechem är en ort i västra Ghana. Den är huvudort för distriktet Tano South, och folkmängden uppgick till 16 370 invånare vid folkräkningen 2010.